# Van Nuys High School
La Van Nuys High School (VNHS), fondée en 1914, est une école secondaire publique (public high school) située dans le district de Van Nuys à Los Angeles, et dépendant du district scolaire unifié de Los Angeles (Los Angeles Unified School District: District no. 2). L'école comporte un programme résidentiel et trois Magnet Programs : maths/science, arts de la scène, et médical.
Plusieurs quartiers, incluant une grande partie de Van Nuys, certaines portions de Sherman Oaks, Magnolia Woods, et Victory Park, sont rattachés à cette école.

## Histoire
La Van Nuys High School ouvrit ses portes en 1914, quatre ans après la fondation de Van Nuys. Pendant plusieurs années, les seules écoles secondaires de la vallée de San Fernando furent Van Nuys, Owensmouth (devenue Canoga Park), San Fernando, et North Hollywood.  Les principaux édifices et l'auditorium datent des années 1930. Le stade de football et d'athlétisme, initialement construit en même temps que l'école secondaire, est nommée en l'honneur de Bob Waterfield, et le terrain de baseball en l'honneur de  Don Drysdale, les deux athlètes les plus célèbres à avoir joué pour VNHS.
Pour le Scholastic Assessment Test (SAT) de 1998-1999, la Van Nuys High School obtint une moyenne de 537 pour la partie orale et une moyenne de 568 pour la partie des mathématiques, lui donnant les plus hauts scores SAT dans tout le Los Angeles Unified School District (LAUSD) cette année-là.

## École communautaire pour les adultes
L'école pour les adultes se situe sur le même campus que la Van Nuys High School. Elle permet aux adultes ainsi qu'à certains élèves de secondaire de suivre des cours. La plupart des étudiants suivant des cours à l'école des adultes y sont pour des fins de rattrapage scolaire. Cependant, certains y prennent des cours pour combler certaines carences au niveau des crédits scolaires au secondaire, identifiées par leur conseiller scolaire, tandis que d'autres y suivent des cours pour répondre à un besoin personnel de flexibilité dans les horaires de classe.
L'école pour les adultes est considérée comme étant un programme de travail « à son propre rythme ». Un étudiant peut terminer un cours complet en seulement 2 à 3 semaines, mais peut aussi prendre plus de temps, le tout en fonction de l'effort de travail fourni par l'étudiant.

### Étudiants et professeurs célèbres
- Jane Russell, actrice